# Гаев, Анатолий Витальевич
Анатолий Витальевич Гаев (1 апреля 1907, Нижний Тагил, Пермская губерния — 16 июля 1954, Челябинск) — советский партийный работник, один из руководителей советской власти города Челябинска в 1937—1944 годах.

## Биография

### Ранние годы
Анатолий был младшим из трёх сыновей в семье. Отец был рабочим Тагильского железоделательного завода (умер, когда Анатолию было 2 года). Мать работала поломойкой, потом проводником на железной дороге в г. Екатеринбурге, умерла в 1922 году. Окончил 6 классов трудовой школы в г. Свердловске (1915—1921). После смерти матери беспризорничал, потом жил в детском доме до призыва в РККА.
Служил красноармейцем по первому регулярному призыву 1924 года в 45-й стрелковой дивизии (г. Киев).

### Работа
После армии в период 1925—1929 годов был чернорабочим, кочегаром, проводником вагонов в Нижнетагильском депо Пермской железной дороги.
Потом на комсомольской, партийной и советской работе:
- 1929—1930 годы — секретарь узлового комитета ВЛКСМ станции Нижний Тагил, затем заведующий отделом районного комитета (РК) ВЛКСМ;
- 1931 год — ученик токаря на заводе № 63 (г. Нижний Тагил);
- 1931—1932 годы — заведующий сектором кадров Нижнетагильского городского Совета рабочих, крестьянских и красноармейских депутатов (РКиКД);
- 1932—1933 годы — заведующий транспортом Уральского областного комитета ВЛКСМ (г. Свердловск);
- 1933—1934 годы — секретарь РК ВЛКСМ г. Каменска, Челябинской области;
- 1934—1935 годы — секретарь РК ВЛКСМ г. Катав-Ивановска, Челябинской области;
- 1935—1936 годы — инструктор и заведующий приемной Челябинского городского Совета РКиКД;
- 1936—1937 годы — ответственный секретарь Кировского районного Совета РКиКД, потом аналогичная должность и, позднее, назначение исполняющим обязанности председателя в районном Совете РКиКД Советского района г. Челябинска[1].

Избирался депутатом городских Советов РКиКД в городах Свердловске (1933) и Катав-Ивановске (1935), а также в члены районного комитета ВКП(б) г. Каменска (1933—1934).
В 1938—1939 годах — председатель районного исполнительного комитета Советского района г. Челябинска. В 1938 году был назначен исполняющим обязанности ответственного секретаря городского Совета РК и КД. После чего работал вторым заместителем председателя городского исполнительного комитета г. Челябинска.
20 декабря 1944 года был назначен главным арбитром Госарбитража при Челябинском облисполкоме, где проработал неполных 9 лет до перехода на должность юрисконсульта Челябинского металлургического завода.

### Смерть
Анатолий Витальевич Гаев умер 16 июля 1954 года, похоронен на Митрофановском кладбище г. Челябинска.

### Семья

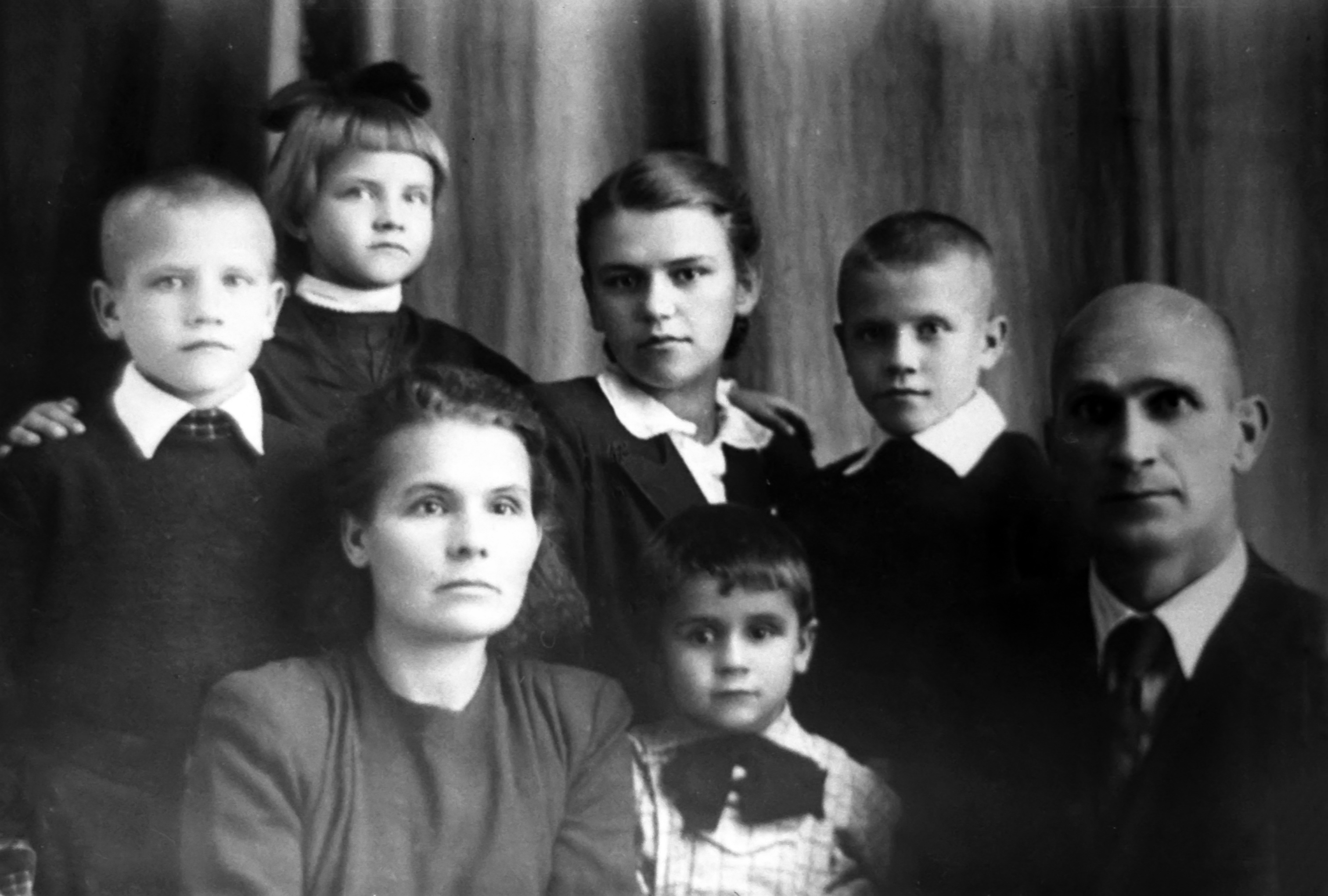
Семья Гаевых в конце 1940-х годов. Слева направо, на заднем плане стоят дети: Владимир, Ольга, Зинаида, Анатолий; на переднем плане сидят: жена Анна, сын Павел, отец А. В. Гаев.

Большую часть жизни Гаев прожил с семьей в г. Челябинске, в том числе в историческом жилом доме Челябинского облисполкома.
Жена — Гаева (Дежурова) Анна Павловна (1908—2002). Пятеро детей: Зинаида (1933—1985), Владимир (1939—2022) и Анатолий (1939—2021) — инженеры-строители; Ольга (1941—1974); Павел (1945—2015) — врач.
Старший брат Анатолия — Павел в 1918 году ушел в армию, впоследствии военный разведчик, гвардии полковник. Средний брат — Василий работал на железной дороге, был репрессирован, реабилитирован в 1962 году.

## Награды
- Медаль «За доблестный труд в Великой Отечественной войне 1941—1945 гг.» (1945)[7]